# 琴弾八幡宮大祭
琴弾八幡宮大祭（ことひきはちまんぐうたいさい）とは香川県観音寺市の琴弾八幡宮の秋季大祭で、9台のちょうさ(太鼓台)がその勇壮さを競う。太鼓台奉納は江戸時代からの伝統があり、現代でも細かい規則に則って運営されている。

## 開催情報

### 日程
- 毎年、10月の第3週末（金、土、日）に開催される。
- 金曜日は宵祭りと呼ばれ、ちょうさは各地域を巡る。
- 土、日曜日は、午前中に東地区または西地区を運行したのち、午後より宮入し奉納する。

### 場所
祭礼地：香川県観音寺市八幡町1-1 琴弾八幡宮 十王堂

## ちょうさ

### 特徴
琴弾八幡宮に奉納する9台の太鼓台は、周辺地域に比べてかなりの大型で、俗に3ｔ級と呼ばれている。
また、夜間の電飾がとても派手である事でも有名である。現地では、「観音寺祭り」「観音寺ちょうさ祭り」と呼ばれる事も多い。

### ちょうさ一覧
壹號中太鼓中洲・中新・七間橋・栄・昭和の5自治会で運営・保存している。
貮號本若太鼓港・加茂田・元町・蛭子・仮屋の5自治会で運営・保存している。今のものは昭和59年に新調されたものである。
参號酒太鼓殿町・中央・柳町の3自治会で運営・保存している。
四號上若太鼓上若自治会と同友会で運営・保存している。
伍號坂本太鼓坂本・天神の2自治会で運営・保存している。
六號南太鼓南・三本松の2自治会で運営・保存している。
七號上市太鼓上市・川原の2自治会で所有している。
八號茂木太鼓平成11年より茂木自治会で所有している。
九號社家太鼓平成12年より八幡町自治会で運営・保存している。
子供太鼓
- 中子供太鼓 （奉納休止中）
- 駅通り子供太鼓 （奉納休止中）

## ちょうさ以外の祭礼
琴弾八幡宮大祭としての祭礼行事が多数執り行われる。

### お供揃い
お稚児さん、又は稚児行列と呼ばれる行事が行われる。琴弾八幡宮の成り立ちにまつわる神話に基づき、地域の子供たちや祭礼関係者などが、船を山頂の本殿まで引き上げる慣わしがある。
お稚児さん行列及び神輿が琴弾山麓の十王堂内を通過する際は、ちょうさのかきくらべが一時中断される。

### 御輿渡御
御神輿には賽銭箱が付いており客は直接入れようとするが人出がとても多いので遠くから投げ入れる事が恒例になっている。

### 奉納行事
舞奉納・里神楽など

### 一ツ物放生会
琴弾八幡宮の鳥居の前を流れる八幡川（放生川）に鯉を放流する。

## ギャラリー

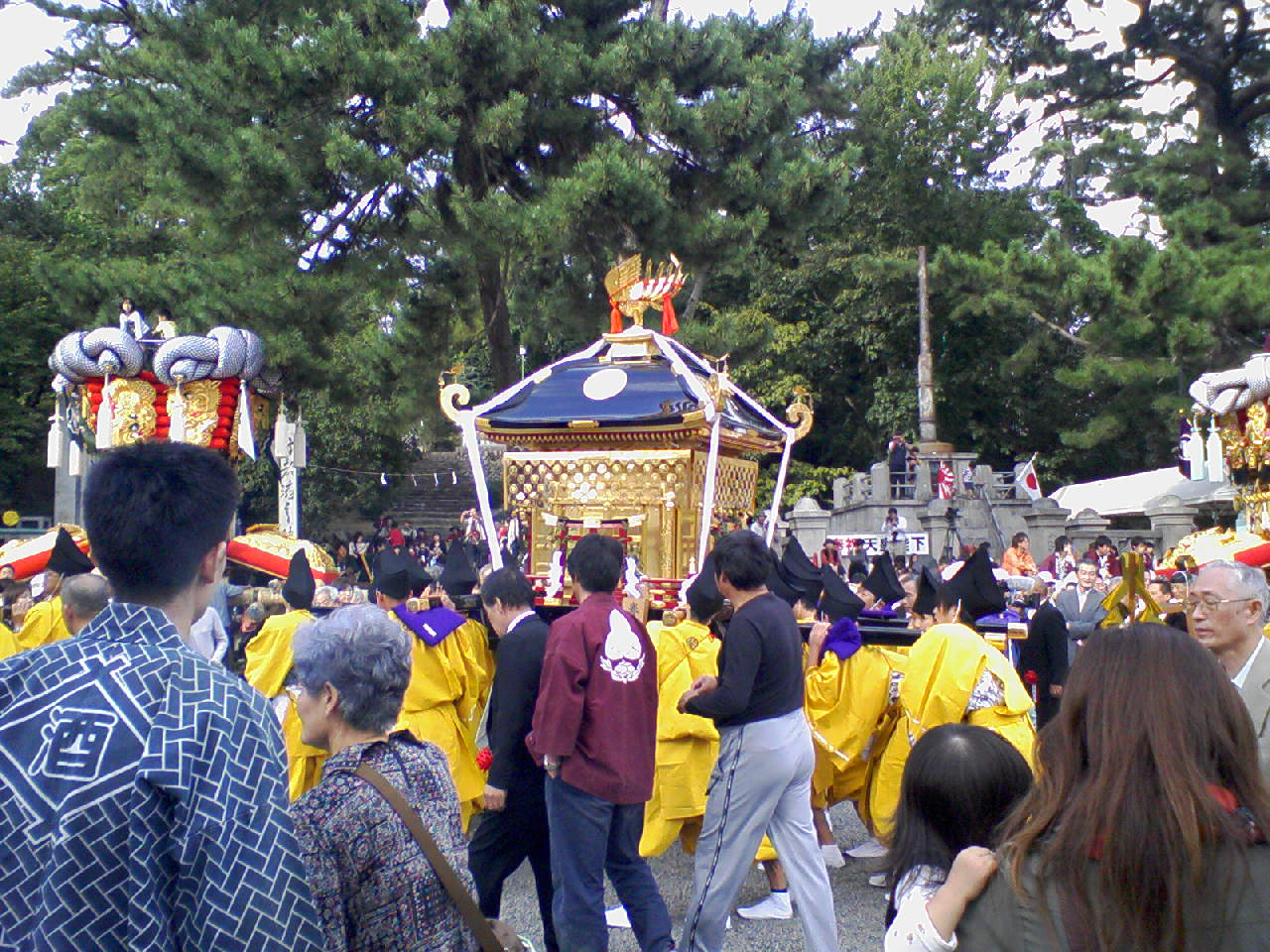
神輿
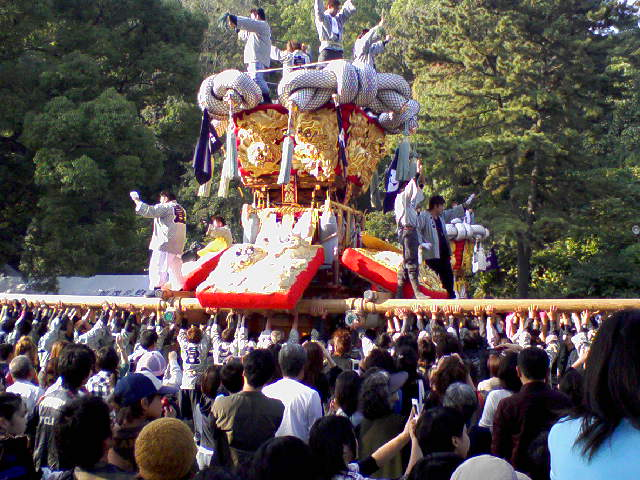
ちょうさの奉納
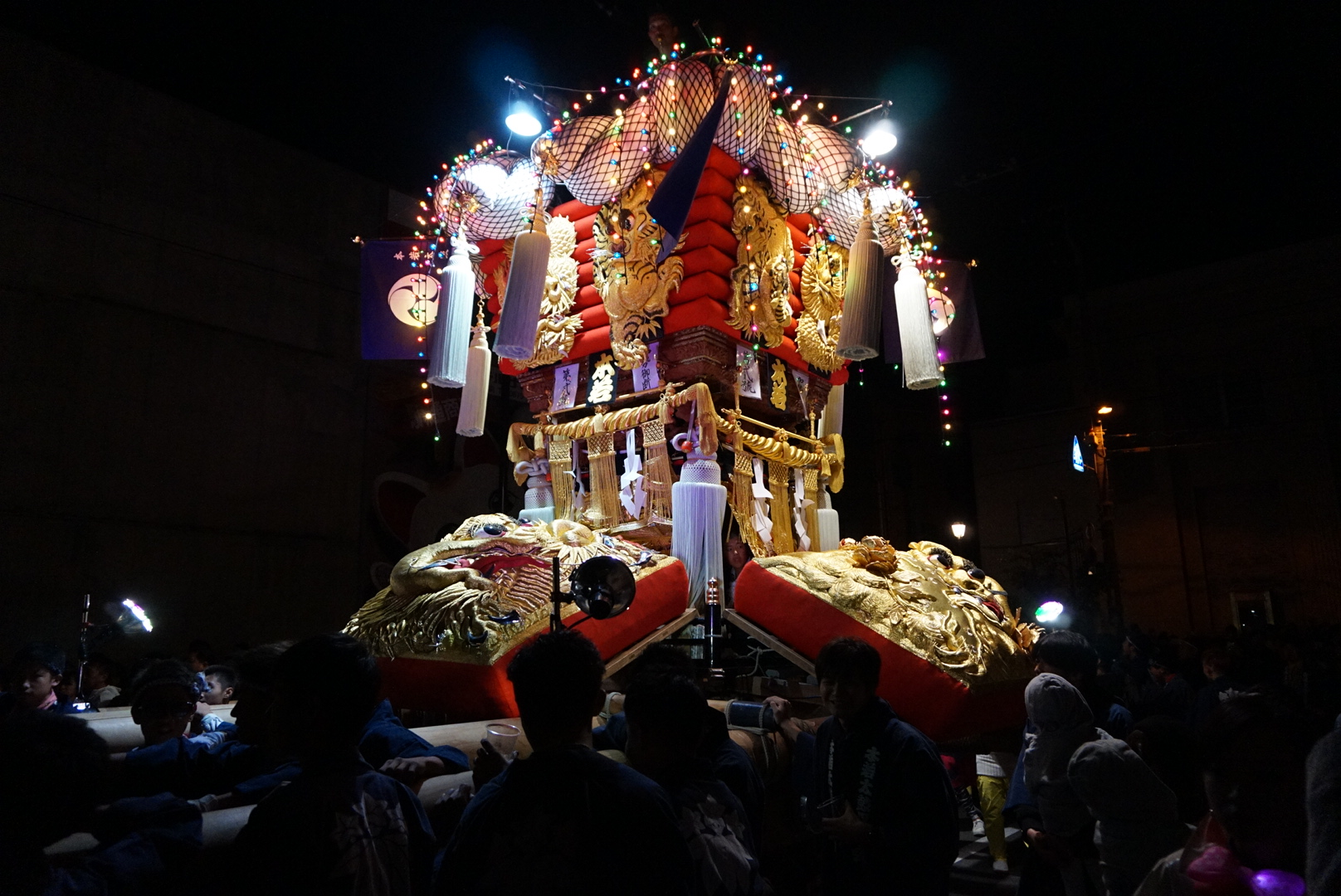
夜のちょうさ
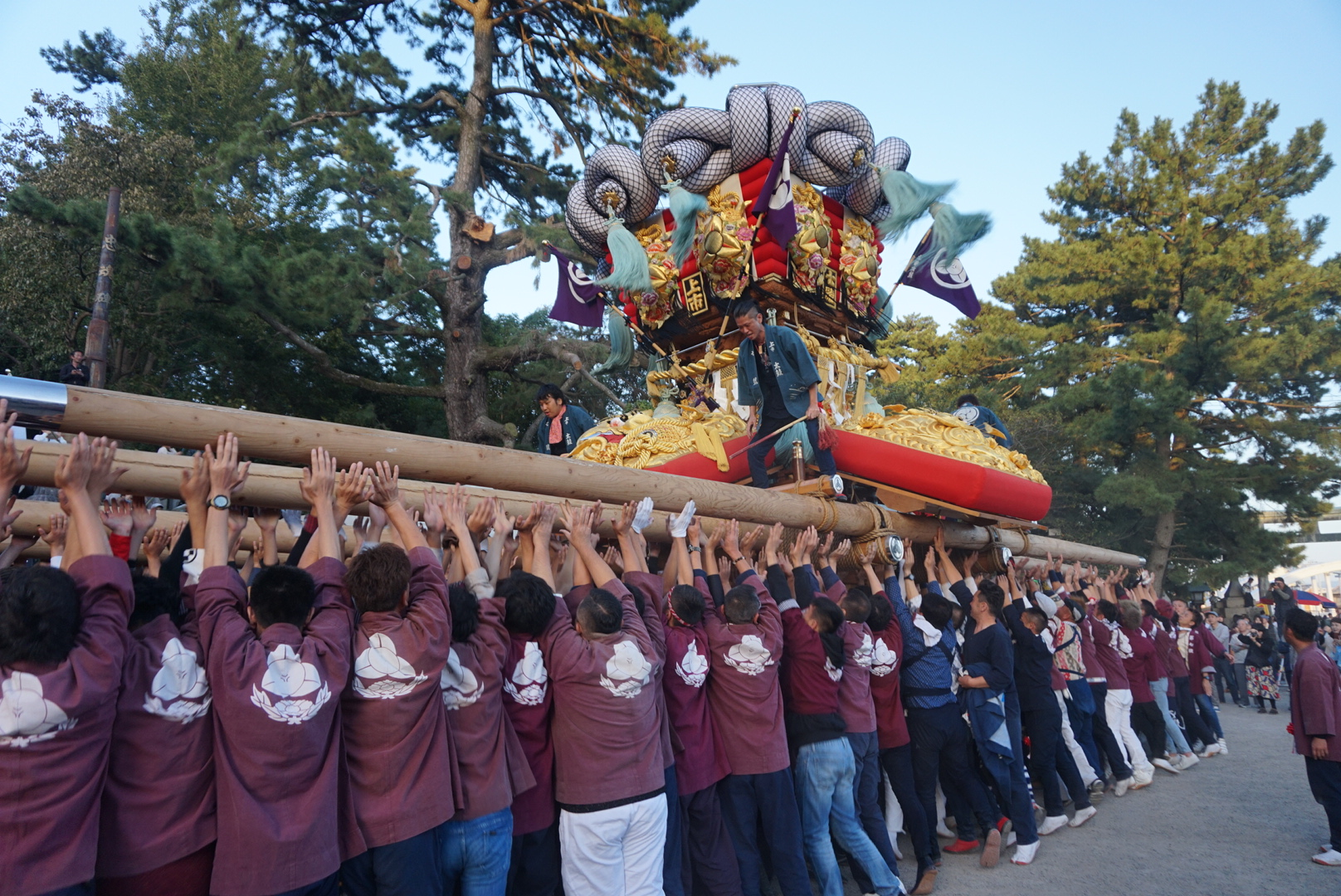
放り投げ
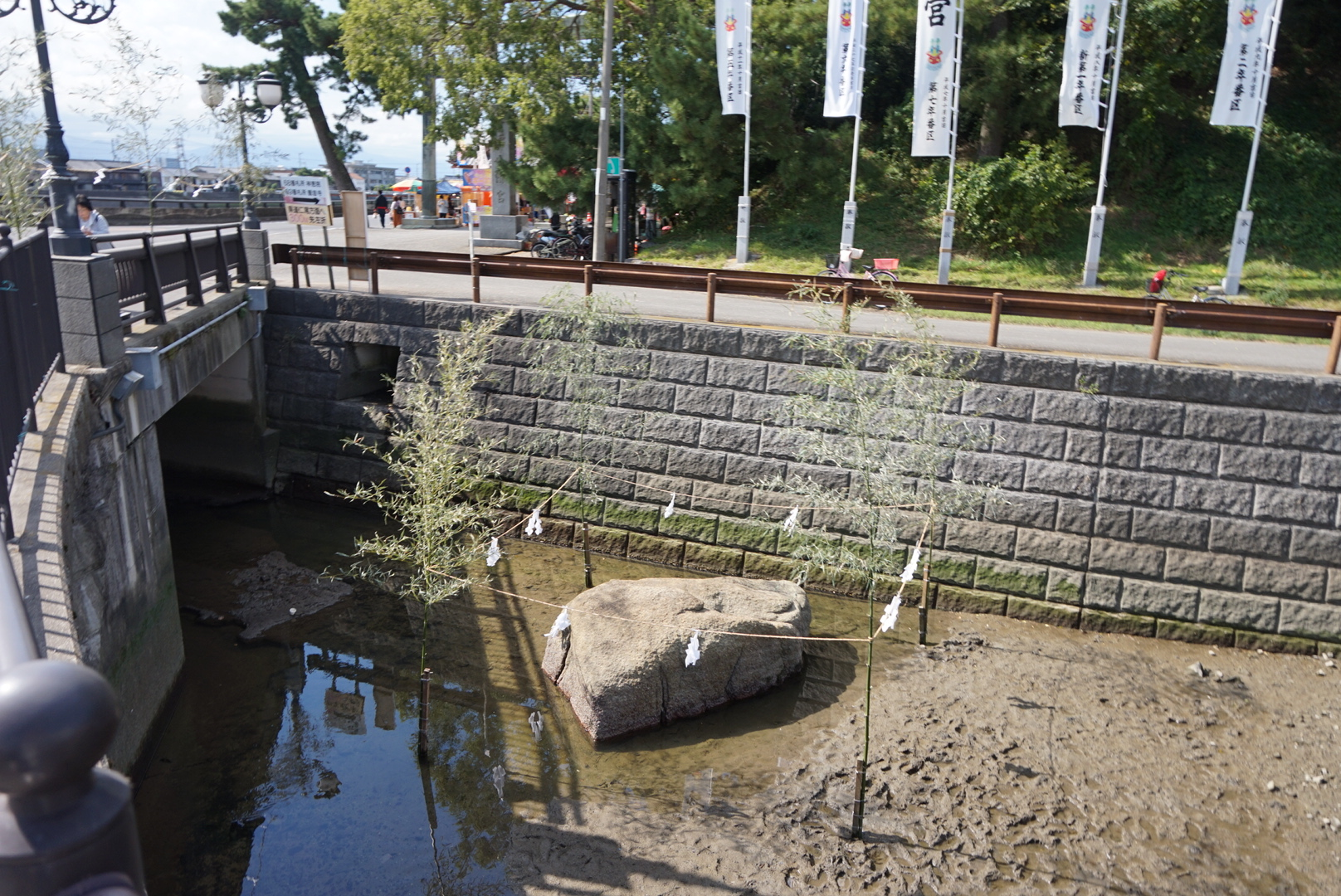
放生会が行われる琵琶の首
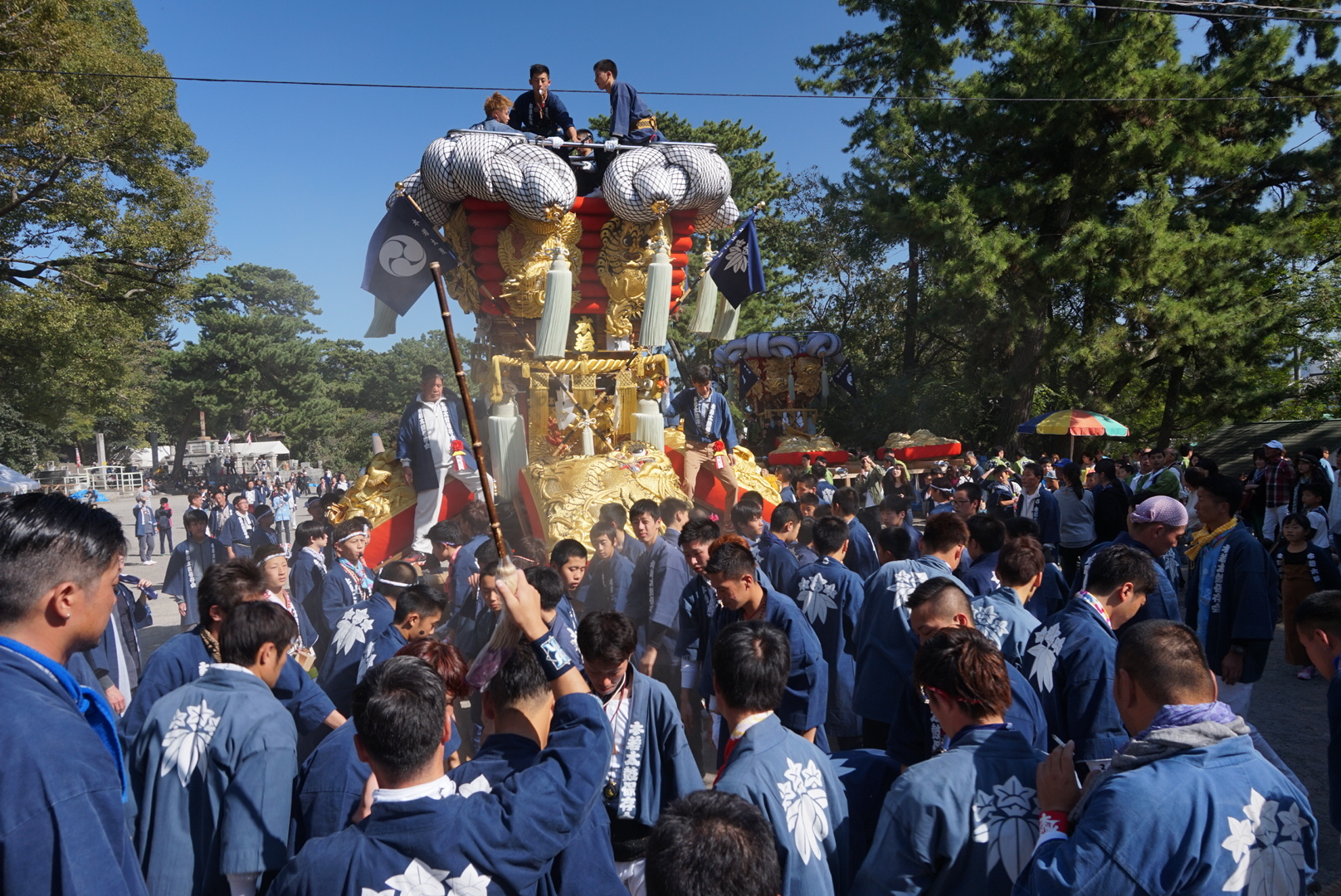
宮入り
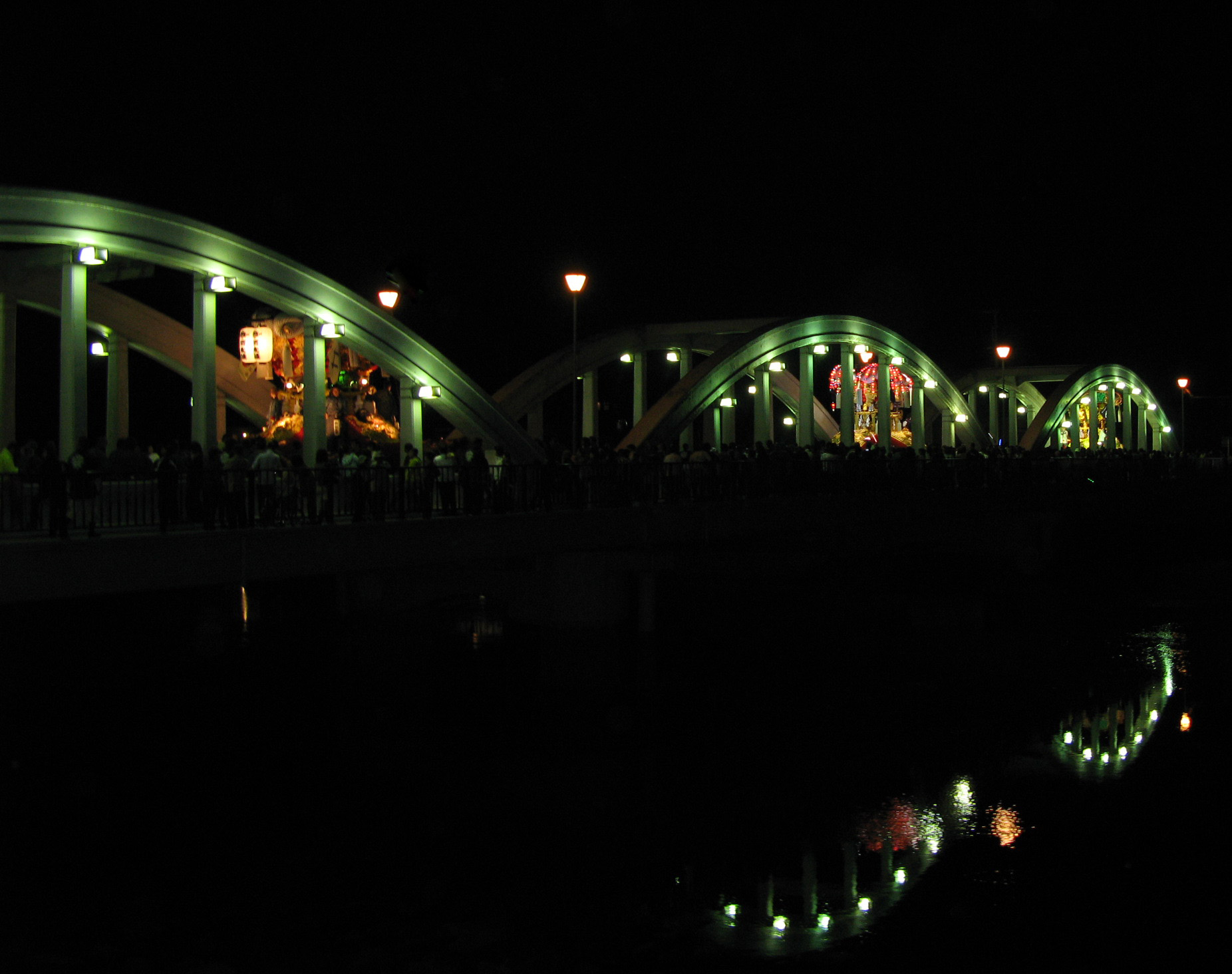
三架橋を渡るちょうさ